# Roger Kornberg
Roger David Kornberg (Saint Louis (Missouri), 24 april 1947) is een Amerikaanse biochemicus van Joodse komaf. Hij  kreeg in 2006 de Nobelprijs voor de Scheikunde "voor zijn studies naar de moleculaire basis van eukaryotische transcriptie".

## Opleiding en werk
Kornberg werd geboren in Saint Louis als zoon van Arthur Kornberg en Sylvy Ruth Levy Kornberg, die beide biochemici waren. Hij behaalde in 1967 zijn bachelor aan de Harvard-universiteit, in 1972 zijn master in de scheikunde aan de Stanford-universiteit en deed vervolgens een postacademische opleiding aan de Universiteit van Cambridge.
In 1976 werd hij assistent-hoogleraar aan de Harvard Medical School en in 1978 hoogleraar in de structuurbiologie aan de Stanford-universiteit, een betrekking die hij nog steeds bekleedt.

## Werk
Kornberg bracht als eerste gedetailleerd in kaart hoe het mechanisme van DNA-transcriptie op moleculair niveau in eukaryotische organismen plaatsvindt. Dit transcriptie- of kopieerproces is van elementair belang. Het geeft aan hoe genetische DNA-formatie (opgeslagen in de celkern) via zogenaamde messenger RNA (mRNA) naar de buitenste regionen van de celwand wordt gebracht. Daar wordt de genetische informatie gebruikt bij de aanmaak van eiwitten.
Verstoringen in dit transcriptieproces heeft grote gevolgen. Als transcriptie stopt wordt genetische informatie niet meer naar de verschillende delen van het lichaam gebracht waardoor cellen uiteindelijk afsterven. Ook ziektes, waaronder kanker, kunnen het gevolg zijn van transcriptiefouten. Daarom is het werk van Kornberg ook voor de geneeskunde belangrijk.
Kornbergs onderzoek leidde ook tot de ontdekking van het nucleosoom, de basis structurele complex van eukaryotische chromosomen, bestaande uit DNA en histoneiwitten dat de genexpressie regelt. Gezien onder een elektronenmicroscoop zijn nucleosomen kraalachtige structuren tussen het DNA.

## Persoonlijk
Zijn vader, Arthur Kornberg (overleden in 2007), ook hoogleraar op de Stanford-universiteit, kreeg in 1958 de Nobelprijs voor de Fysiologie of Geneeskunde. Zijn broer Thomas Kornberg is eveneens biochemicus.
1901: Van 't Hoff ·
1902: E. Fischer ·
1903: Arrhenius ·
1904: Ramsay ·
1905: Baeyer ·
1906: Moissan ·
1907: Buchner ·
1908: Rutherford ·
1909: Ostwald ·
1910: Wallach ·
1911: Curie ·
1912: Grignard, Sabatier ·
1913: Werner ·
1914: Richards ·
1915: Willstätter ·
1918: Haber ·
1920: Nernst ·
1921: Soddy ·
1922: Aston ·
1923: Pregl ·
1925: Zsigmondy ·
1926: Svedberg ·
1927: Wieland ·
1928: Windaus ·
1929: Harden, Euler-Chelpin ·
1930: H. Fischer · 
1931: Bosch, Bergius ·
1932: Langmuir ·
1934: Urey ·
1935: F. Joliot-Curie, I. Joliot-Curie ·
1936: Debye ·
1937: Haworth, Karrer ·
1938: Kuhn ·
1939: Butenandt, Ružička ·
1943: Hevesy · 
1944: Hahn ·
1945: Virtanen ·
1946: Sumner, Northrop, Stanley ·
1947: Robinson · 
1948: Tiselius · 
1949: Giauque ·
1950: Diels, Alder ·
1951: McMillan, Seaborg ·
1952: Martin, Synge ·
1953: Staudinger ·
1954: Pauling ·
1955: Vigneaud ·
1956: Hinshelwood, Semjonov ·
1957: Todd ·
1958: Sanger ·
1959: Heyrovský ·
1960: Libby ·
1961: Calvin ·
1962: Perutz, Kendrew ·
1963: Ziegler, Natta ·
1964: Hodgkin ·
1965: Woodward ·
1966: Mulliken ·
1967: Eigen, Norrish, Porter ·
1968: Onsager ·
1969: Barton, Hassel ·
1970: Leloir ·
1971: Herzberg ·
1972: Anfinsen, Moore, Stein · 
1973: E.O. Fischer, Wilkinson · 
1974: Flory ·
1975: Cornforth, Prelog ·
1976: Lipscomb ·
1977: Prigogine · 
1978: Mitchell ·
1979: Brown, Wittig ·
1980: Berg, Gilbert, Sanger ·
1981: Fukui, Hoffmann ·
1982: Klug ·
1983: Taube ·
1984: Merrifield ·
1985: Hauptman, Karle ·
1986: Herschbach, Lee, Polanyi ·
1987: Cram, Lehn, Pedersen ·
1988: Deisenhofer, Huber, Michel ·
1989: Altman, Cech ·
1990: Corey ·
1991: Ernst ·
1992: Marcus ·
1993: Mullis, Smith ·
1994: Olah ·
1995: Crutzen, Molina, Rowland ·
1996: Curl, Kroto, Smalley ·
1997: Boyer, Walker, Skou ·
1998: Kohn, Pople ·
1999: Zewail ·
2000: Heeger, MacDiarmid, Shirakawa ·
2001: Knowles, Noyori, Sharpless ·
2002: Fenn, Tanaka, Wüthrich ·
2003: Agre, MacKinnon ·
2004: Ciechanover, Hershko, Rose ·
2005: Grubbs, Schrock, Chauvin ·
2006: Kornberg ·
2007: Ertl ·
2008: Shimomura, Chalfie, Tsien ·
2009: Steitz, Yonath, Ramakrishnan ·
2010: Heck, Negishi, Suzuki ·
2011: Shechtman ·
2012: Kobilka, Lefkowitz ·
2013: Karplus, Levitt, Warshel ·
2014: Betzig, Hell, Moerner ·
2015: Lindahl, Modrich, Sancar ·
2016: Sauvage, Stoddart, Feringa ·
2017: Dubochet, Frank, Henderson · 
2018: Arnold, Winter, Smith ·   
2019: Goodenough, Whittingham, Yoshino ·
2020: Charpentier, Doudna ·
2021: List, MacMillan ·
2022: Bertozzi, Meldal, Sharpless ·
2023: Bawendi, Brus, Jekimov ·
2024: Baker, Hassabis, Jumper
- Gemeinsame Normdatei: 173844871
- International Standard Name Identifier: 0000 0001 1775 5483
- Library of Congress Control Number: nr89013580
- Nationale Bibliotheek van Tsjechië: xx0266195
- Nationale Bibliotheek van Israël: 987007458530605171
- Nederlandse Thesaurus van Auteursnamen: 074609521
- ORCID: 0000-0002-2425-7519
- SNAC: w6sf45qf
- Système universitaire de documentation: 05687863X
- Virtual International Authority File: 93339747
- WorldCat: E39PBJhCGhk7GXM9bH6WPCJVYP